# Santuario Nacional de los Mártires Norteamericanos
El Santuario Nacional de los Mártires Norteamericanos (en inglés: National Shrine of the North American Martyrs también conocido como Shrine of Our Lady of Martyrs; Santuario de Nuestra Señora de los Mártires) es el nombre que recibe un santuario católico en Auriesville, Estado de Nueva York, al norte de los Estados Unidos, que está dedicado a los tres misioneros jesuitas que fueron martirizados en el pueblo de nativos norteamericanos mohawk de Ossernenon entre 1642 y 1646: Renato Goupil, Isaac Jogues y Juan de Lalande

## Historia
En 1642 un pequeño grupo de misioneros jesuitas partió de la Misión de Saint-Marie among the Hurons, en Ontario, Canadá, para realizar apostolado entre las tribus de hurones de otras zonas de la actual Canadá y el Estado de Nueva York de Estados Unidos. Fueron capturados en su ruta por un grupo de mohawks, una tribu de la Confederación Iroquesa que era enemiga de los hurones. San Renato Goupil, un cirujano y más tarde un jesuita laico, y el sacerdote jesuita san Isaac Jogues fueron llevados al poblado mohawk de Ossernon. Goupil fue descubierto enseñando a un muchacho a hacer la señal de la cruz y fue ejecutado con un hacha. Jogues permaneció como cautivo durante un año y un mes hasta que unos comerciantes y el predicador Johannes Megapolensis de Fort Orange (Albany, en el Estado de Nueva York) pagaron un rescate y consiguieron su liberación de los mohawk. Organizaron su transporte en barco hasta Nueva Ámsterdam (Nueva York), desde donde retornó a Francia.
Jogues regresó a Nueva Francia en la primavera de 1644. Llamó a un lago Santo Sacramento. Los indios lo llamaban Horicon y, posteriormente, fue llamado lago George. En 1646 Jogues, acompañado por san Juan Lalande, un misionero jesuita laico, fueron a negociar la paz con los iroqueses. A finales de septiembre empezaron su tercer y último viaje a territorio mohawk. Mientras tanto, hubo una epidemia en la tribu y una mala cosecha. Los indios culparon de estas dos calamidades a Jogues, al que los indios consideraban un hechicero. Estas noticias se difundieron rápidamente y, ya lejos de peligro, Jogues continuó su camino a Ossernon. Salvo Lalande, todos sus compañeros huyeron. Los mohawk le capturaron cerca del lago George, le golpearon y le llevaron al poblado. El 18 de octubre de 1646, cuando entraba en una cabaña, Jogues fue asesinado con un tomahawk. Lalande fue asesinado al día siguiente, cuando intentaba recuperar el cuerpo de Jogues. Junto con san Renato Goupil, son los únicos mártires canonizados por la Iglesia católica en los Estados Unidos. Estos tres misioneros mártires y otros cinco misioneros que murieron en Canadá en aquella época fueron beatificados el 21 de junio de 1925 y canonizados el 29 de junio de 1930 por Pío XI (la Iglesia ortodoxa rusa canonizó a los mártires san Pedro el Aleutiano y san Juvenal de Alaska en 1970).
El primer rezo del rosario que se conoce en el Estado de Nueva York tuvo lugar en este lugar el 29 de septiembre de 1642. Catalina Tekakwitha, una mujer mohawk, nació aquí en 1656. Ella se convirtió posteriormente al cristianismo y se bautizó a los 19 en lo que actualmente son los alrededores de Fonda, Estado de Nueva York. Se trasladó posteriormente a Kahnawake, un poblado de misioneros cerca de Montreal, donde vivió con otro católico mohawk. Kateri y el otro mohawk converso fueron concocidos por su correcta vida cristiana y, en muchos aspectos, por su gran piedad. San Kateri fue beatificada en 1980 por el papa Juan Pablo II y canonizada por Benedicto XVI el 21 de octubre de 2012, junto con otras personas.

## Santuario
Auriesville esta en el lado sur del río Mohawk, a unos 64 kilómetros al oeste de Albany, en el Estado de Nueva York. Es el lugar donde, según la tradición católica, estuvo el poblado de Osserneonon. Sin embargo, a finales del siglo XX Dean R. Snow y otros arqueólogos especializados en historia de los nativos americanos dijeron que Ossernenon se encuentra a unos 14 kilómetros. El lugar fue destruido en el siglo XVII y abandonado.
En el siglo XIX, el historiador católico John Gilmary Shea y Gen. J. S. Clarke of Auburn, que habían estudiado los lugares indios en el Estado de Nueva York y en el territorio hurón, consideraron que habían descubierto el antiguo emplazamiento de Ossersnenon, donde fueron asesinados Renato Goupil, Isaac Jogues y Juan de Lalande. El sacerdote jesuita Joseph Loyzance, párroco de San José, Troy, Estado de Nueva York se interesó a lo largo de su vida por las vidas de los primeros misioneros y estuvo a favor de darles honores en este lugar, donde se fundó Auriesville.
En 1884, el padre Loyzance compró diez acres de tierra en la colina donde se había localizado el pueblo y erigió una pequeña capilla bajo la advocación de Nuestra Señora de los Mártires. El sacerdote Loyzance, posteriormente, condujo una peregrinación de 4 000 personas de Albany y Troy al santuario. Otras parroquias más tarde adoptaron la práctica de visitar Auriesville durante el verano.
En 1930 se construyó un santuario circular, desde donde se puede apreciar el valle Mohawk. Es una de las primeras iglesias circulares de los Estados Unidos. El diseño tiene una capacidad de 6 000 personas, lo que permite la celebración de una Santa Misa multitudinaria. El santuario tiene 2,4 kilómetros cuadrados.